# Lars Heinemann
Lars Heinemann est un joueur de football suédois né le 16 février 1943 à Degerfors. Il évoluait au poste d'attaquant.

## Biographie

### Carrière en club
Avec le Degerfors IF, Lars Heinemann termine meilleur buteur du championnat suédois lors de la saison 1963 avec 17 buts (ex aequo avec Bo Larsson du Malmö FF). 
Il joue ensuite trois saisons avec l'IF Elfsborg (1965-1967) avant de passer l'année 1968 aux États-Unis, portant les couleurs des Detroit Cougars puis des Washington Whips au sein de la récemment créée Ligue nord-américaine de football. 
Il termine sa carrière professionnelle en deuxième division suédoise, dans un petit club du Värmland, sa province d'origine : le KB Karlskoga.

### Carrière internationale
Lars Heinemann joue deux matchs avec l'équipe de Suède de football en 1963, sans inscrire de but.